# Intervenção russa na Segunda Guerra Civil Líbia
A intervenção russa na Segunda Guerra Civil Líbia inicia-se em 2016 e assume a forma de apoio material e o envio de mercenários russos do grupo de segurança privada Wagner para a facção do marechal Khalifa Haftar. 

## Contexto
Desde 2014 uma guerra civil ocorre na Líbia e, após 2016, o país estava dividido principalmente entre o Governo do Acordo Nacional - baseado em Trípoli, presidido por Fayez al-Sarraj e reconhecido pelas Nações Unidas a partir de março de 2016 - e o governo da Câmara dos Representantes - com sede em Tobruk, a leste do país, e cujo principal braço armado é o autoproclamado "Exército Nacional Líbio", comandado pelo general Khalifa Haftar.

### Posições e desafios para a Rússia

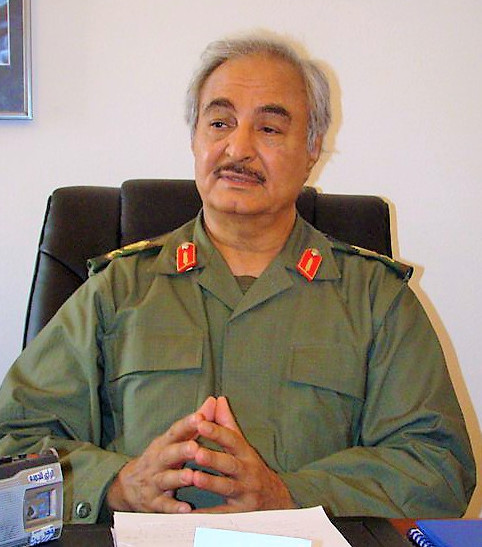
O general líbio Khalifa Haftar, apoiado pela Rússia durante a Guerra Civil Líbia.

Muammar Kadafi, no poder por mais de quarenta anos, destacou-se durante a Guerra Fria por uma política favorável à União Soviética, enquanto a maioria dos países africanos mantinham uma posição de não-alinhamento. Sua deposição e morte durante a Primeira Guerra Civil Líbia foi vivenciada pela Rússia como uma humilhação e a perda de uma zona de influência no Mar Mediterrâneo, cuja presença está agora limitada à base naval russa de Tartus, na Síria. Em setembro de 2015, a Rússia já intervinha na Síria em apoio ao governo de Bashar al-Assad para preservar sua influência ali e manter um governo que lhes seja favorável.
Em 2016, a Rússia, membro do Conselho de Segurança das Nações Unidas, reconhece oficialmente o governo líbio de Fayez al-Sarraj, apoiado pela comunidade internacional, e se posiciona como mediadora na Segunda Guerra Civil Líbia, apelando a "todas as partes à contenção".
Entretanto Moscou considera ao mesmo tempo um apoio militar a facção rival, liderada por Khalifa Haftar, um russófono que estudou na União Soviética e ex-oficial de Muammar Gaddafi, como mais suscetível de defender os interesses russos.

## Intervenção russa

### Apoio político ao Exército Nacional Líbio
Em novembro de 2016, Khalifa Haftar foi a Moscou e se encontrou com Sergei Lavrov, ministro das Relações Exteriores da Rússia, para pedir o apoio russo em suas ofensivas contra as milícias islamistas que controlam Trípoli. Sergey Lavrov diz a ele que: "Nossas relações são cruciais. Nosso objetivo hoje são trazê-las à vida (...) Esperamos erradicar o terrorismo o mais rápido possível com sua ajuda”.
Em janeiro de 2017, Khalifa Hafter foi recebido por altos oficiais russos a bordo do porta-aviões Admiral Flota Sovetskogo Soyuza Kuznetsov, ao largo da costa de Tobruk, e participa de uma videoconferência com o ministro da Defesa da Rússia, Sergei Shoigu. Suas discussões estão relacionadas à luta contra o terrorismo no Oriente Médio, o fim do embargo de armas para a Líbia e o treinamento do exército líbio pela Rússia.
Em abril de 2019, durante a ofensiva lançada pelo Exército Nacional Líbio para tomar a capital Trípoli, Moscou bloqueia a adoção de uma declaração do Conselho de Segurança da ONU pedindo às forças do marechal Haftar que detenham o seu avanço.
Em fevereiro de 2020, Khalifa Haftar se reuniu novamente com o ministro da Defesa russo Sergei Choïgou para discutir a situação na Líbia.
Em 3 de julho de 2020, o ministro das Relações Exteriores da Rússia, Sergei Lavrov, anunciou a reabertura de sua embaixada na Líbia. No entanto, a sede foi decidida a ser temporariamente baseada na Tunísia.

### Apoio militar ao Exército Nacional Líbio
Em março de 2017, após a entrega de armas e equipamentos pela Rússia, as forças especiais russas são enviadas para a base aérea egípcia de Sidi Barrani, perto da fronteira com a Líbia. Esses militares, equipados com drones, servirão para apoiar as tropas de Khalifa Haftar em sua luta contra grupos islamistas na Batalha de Benghazi e em sua ofensiva, lançada no Crescente Petrolífero, para recuperar os terminais de Ras Lanouf e Al-Sidra controlados por uma milícia favorável ao governo de Trípoli.
Em abril de 2015, um relatório da ONU mencionou a presença na Líbia de 800 a 1.200 mercenários do Grupo Wagner, próximo do presidente russo Vladimir Putin. O grupo privado permite a Moscou intervir nos teatros de operações no exterior sem se envolver oficialmente, já que não é o exército russo que está mobilizado. De acordo com o relatório da ONU, os mercenários do Grupo Wagner oferecem suporte técnico para o reparo de veículos militares, participam de combates e das operações de influência e trazem seus conhecimentos em artilharia, controle aéreo, fornecem expertise em contramedidas eletrônicas e implantam franco-atiradores.
 
Além disso, o relatório da ONU menciona a transferência, sob a supervisão do Grupo Wagner, de combatentes sírios treinados pelo exército russo durante a Guerra Civil Síria, implantados como mercenários na Líbia.
Em maio de 2020, o exército dos Estados Unidos acusou a Rússia de ter enviado quatro aviões de combate na Líbia para apoiar as tropas de Khalifa Haftar. Os militares estadunidenses estimam que uma nova campanha aérea está sendo preparada com "pilotos mercenários russos voando em aeronaves fornecidas pela Rússia para bombardear os líbios e controlar as bases aéreas da costa."